# カリフォルニア灯台
カリフォルニア灯台（カリフォルニアとうだい、California Lighthouse）は、アルバ島の北西の先端のアラシ・ビーチ近隣にある灯台である。
この灯台は、1891年9月23日に近くの海岸で難破した汽船カリフォルニアに因んで命名され、自殺者がでる以前は一般に公開されていた。
すぐ隣には「ラ・トラットリア・エル・ファロ・ブランコ」（レストラン白い灯台）があり、近くにはティエラ・デル・ソル・リゾート・スパ&カントリークラブがある。

## 参照
- “The California Lighthouse”. 2010年1月7日閲覧。
- Rowlett, Russ. “Lighthouses of Aruba”. The Lighthouse Directory. University of North Carolina at Chapel Hill. 2010年8月5日閲覧.